# Urbanismo de Almería

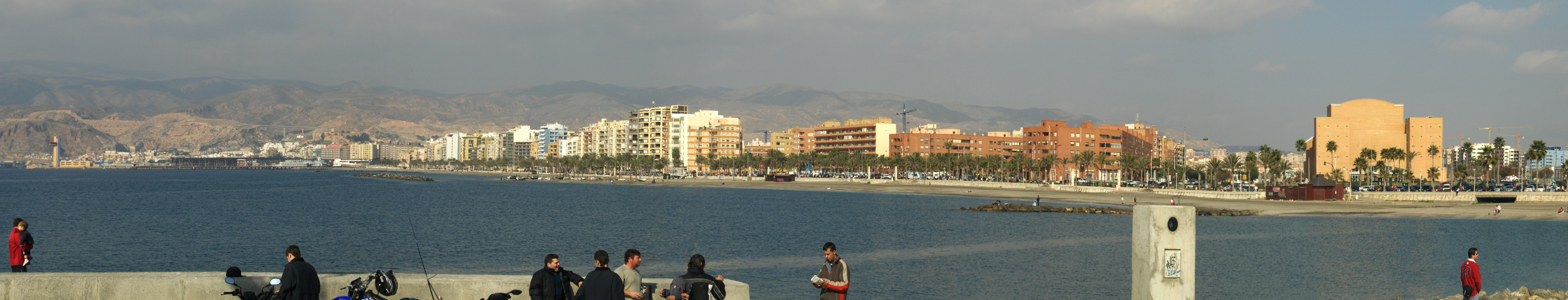
Panorama de la costa de Almería.

Almería adquirió el rango de ciudad durante la etapa musulmana. A la vez que la Alcazaba, se creó un recinto amurallado que descendía desde la fortificación hasta el mar a lo largo de la actual calle de la Reina, conteniendo en su interior al barrio de la Almedina. En éste se encontraban la mezquita mayor o aljama, actual iglesia de San Juan Evangelista, y su eje principal lo conformaban las actuales calles Almedina y Real. Tras la caída del califato de Córdoba se inició un proceso de crecimiento que sobrepasó las murallas, por lo que la población comenzó a establecerse a levante y poniente del mismo, naciendo así los barrios del Aljibe y la Musalla, respectivamente.

## SiglosXVIyXVII
Tras la conquista cristiana, en 1489, la ciudad entró en crisis, debido al terremoto de 1522, que destruyó por completo la urbe musulmana, y otros desastres como la expulsión de los moriscos en 1571, los continuados ataques de piratas berberiscos y diversas plagas y sequías. La construcción de la nueva catedral a las afueras de la antigua ciudad marcó el nacimiento de la Almería futura y selló el carácter conventual de la nueva ciudad cristiana. Se consolidará esta en torno al recinto amurallado hasta llegar a lo que hoy es la Puerta de Purchena y el actual Paseo. En su interior, la población se organizaba en dos vías principales, la norte-sur (calle Real) y la este-oeste (calle de las Tiendas). Como lugar de esparcimiento se construyó la actual plaza de la Constitución (entonces conocida como plaza del Juego de Cañas), donde quedó situada la Casa Consistorial en 1656. Durante esta época se edificaron diversos templos y conventos, como los de San Francisco, Santo Domingo y la Trinidad, ninguno de ellos hoy en pie, además de otros que sí han sobrevivido, como el de las Puras o el de las Claras.

## SigloXVIII
Iniciado el siglo XVIII, mejoran considerablemente las condiciones socioeconómicas. Desaparece el peligro berberisco, renace la agricultura y se reactiva el comercio marítimo. Se perfeccionan las técnicas de pesca y surge la explotación minera que tanto esplendor traerá durante el siglo XIX. En consecuencia, se inicia un proceso de densificación intramuros y extramuros, surgiendo nuevos barrios en torno a los antiguos caminos de acceso a la ciudad, que quedan convertidos en calles. Entre ellos destacan el de Las Cruces, que discurre por la actual calle Granada (actual barrio de Alfareros y Plaza de Toros), el Barrio Nuevo, localizado en las cercanías de la rambla de Belén, o el de Las Almadrabillas, situado en la desembocadura de la rambla homónima y que en el que principalmente se asentaron pescadores.

## Siglo XIX

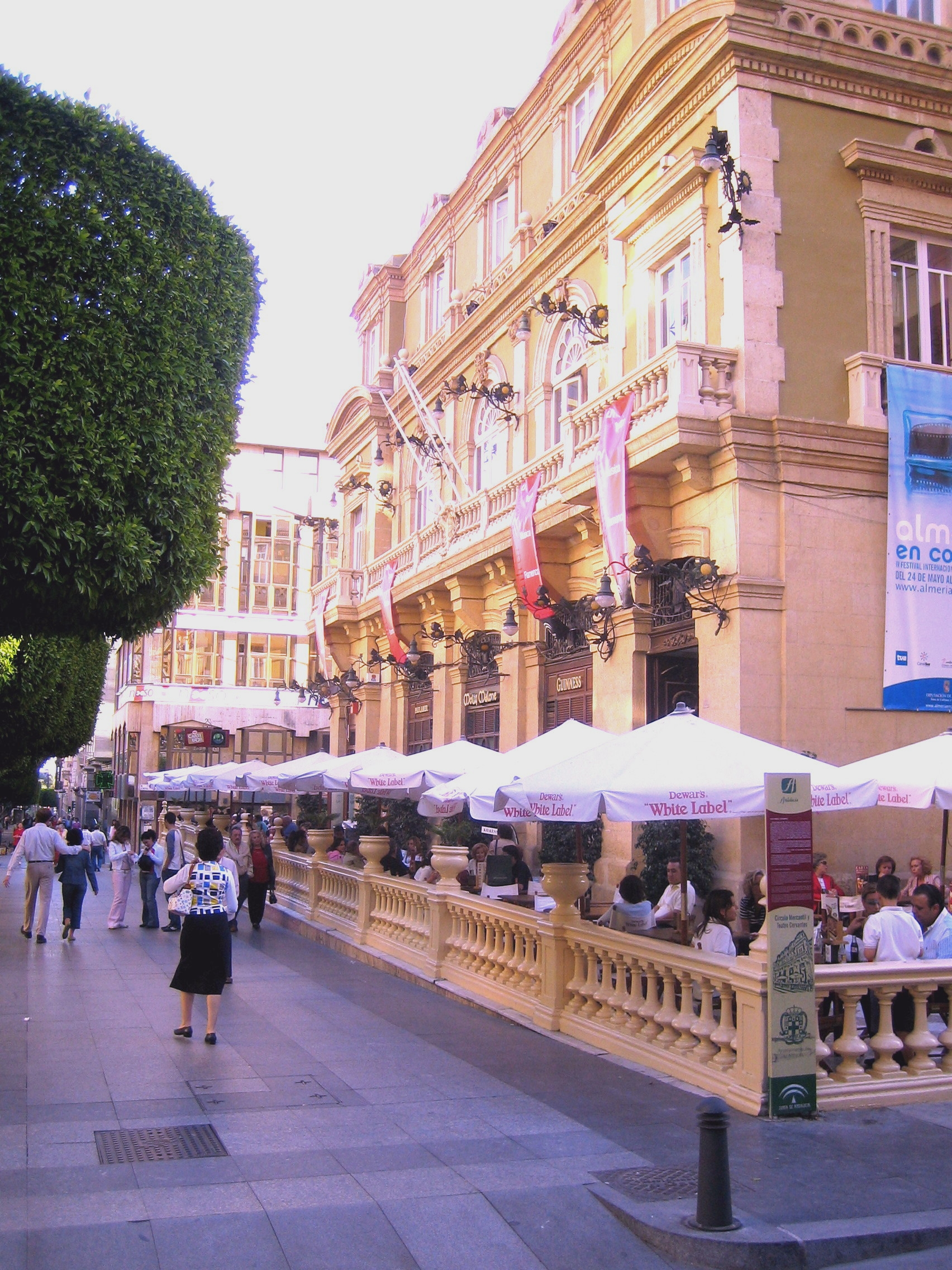
Círculo Mercantil e Industrial - Teatro Cervantes.

A lo largo del siglo XIX se sucederán factores que repercutirán en la nueva fisonomía urbana: la minería y la explotación de la uva. El proceso de hacinamiento en los barrios obreros de la ciudad empeoraron la calidad de vida de la población. El intento de solucionar este problema llegó en la segunda mitad de siglo de manos de la burguesía; se pretendía poner en uso las propiedades eclesiásticas a través de su desamortización, la cual permitió la construcción de viviendas destinadas a las clases sociales acomodadas. Otra medida tomada fue la remodelación del casco antiguo, basada esta en el alineamiento de las calles y el acondicionamiento de plazas y jardines, que afectaron principalmente a los barrios de la Catedral, del Hospital, San Pedro, La Coca (hoy calle de las Tiendas), calle de la Almedina y calle Real.
La intervención urbanística más importante de este siglo estuvo relacionada con el derribo del recinto amurallado de la ciudad en 1855. Se descongestiona así el centro, reubicándose a la población el la zona del puerto y la vega, y acometiéndose la construcción de plazas y avenidas por donde antes discurrían las murallas (algunos ejemplos son la Puerta de Purchena, corazón de la ciudad, el Paseo de Almería, eje comercial y financiero de la provincia, y el Paseo de San Luis, hoy Parque de Nicolás Salmerón, el pulmón verde de la urbe).
El barrio del Paseo de Almería se caracterizará por el acusado carácter burgués en sus construcciones. A la par, se fueron diseñando barrios limítrofes para la clase obrera que acudía a trabajar en la uva o en la minería, como La Chanca o el barrio de Los Ángeles (ocupando el lugar del antiguo cementerio de Belén, trasladado a su ubicación actual en 1867). El barrio de la Plaza de Toros complementan el amplio auge urbanístico del momento.
La ciudad se ha expandido históricamente hacia levante y noreste. A lo largo del años se producen en Almería aguaceros muy fuertes en cortos espacios de tiempo con resultados catastróficos (como las diversas trombas ocurridas durante el siglo XIX). Este elemento ha condicionado el desarrollo urbanístico de la ciudad, ya que numerosos barrios surgieron para dar alojamiento a la población afectada por las inundaciones. Los elementos físicos y naturales han contribuido notablemente a estructurar el tejido actual de la ciudad. Un ejemplo claro es la red de ramblas que discurrían por el casco urbano y que hoy día han quedado integradas en el tejido urbanístico, con nombres como Rambla de Alfareros, Rambla del Obispo Orberá, Rambla de Amatisteros o Rambla de Belén, en la actualidad avenidas, calles y paseos. Concretamente, la Rambla de Belén actuó como frontera urbanística hasta mediados del siglo XX, momento en el que la expansión urbana salta a oriente, donde hoy se desarrollan los nuevos ensanches urbanos. El siglo finaliza con el encauzamiento de la mencionada Rambla de Belén. Se comenzaron las obras a raíz de las terribles inundaciones ocurridas en la madrugada del 11 de septiembre de 1891 y se desarrollaron entre 1894 y 1897.

## SigloXX

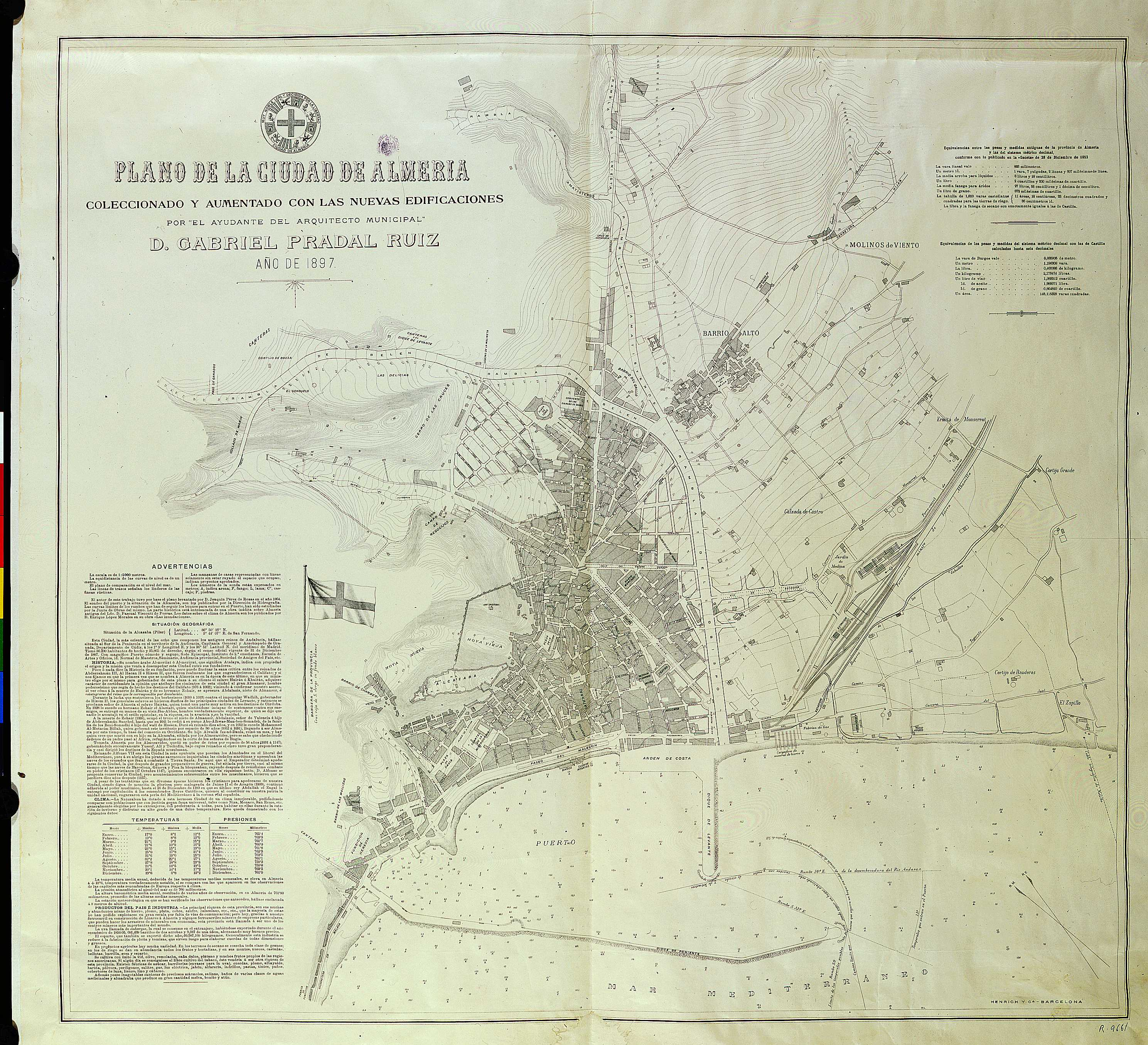
Plano de Almería en 1897.

El siglo XX comenzó con una crisis económica que se agravó con la Primera Guerra Mundial, hecho que motivó la paralización de los planes urbanísticos. La ciudad también sufrió los estragos de la Guerra Civil, tanto por el padecimiento entre sus habitantes como por la destrucción ocasionada durante los bombardeos. Se llevó a cabo la construcción de una importante red de refugios subterráneos que permitían dar cabida a multitud de personas en los momentos de ataques.
Tras la contienda, los principales intereses fueron reconstruir el patrimonio dañado y dar solución al déficit de vivienda. En los años 40 se desarrollaron labores de acomodación de los sectores más humildes de la sociedad, situándolos lo más alejados que fuera posible del centro. Los barrios situados más cerca del centro y en la costa fueron destinados a clases más acomodadas. Estos barrios son Ciudad Jardín, Pescadores (el actual Zapillo), Regiones Devastadas y Casitas de Papel (en lo que hoy es Rambla de Amatisteros).

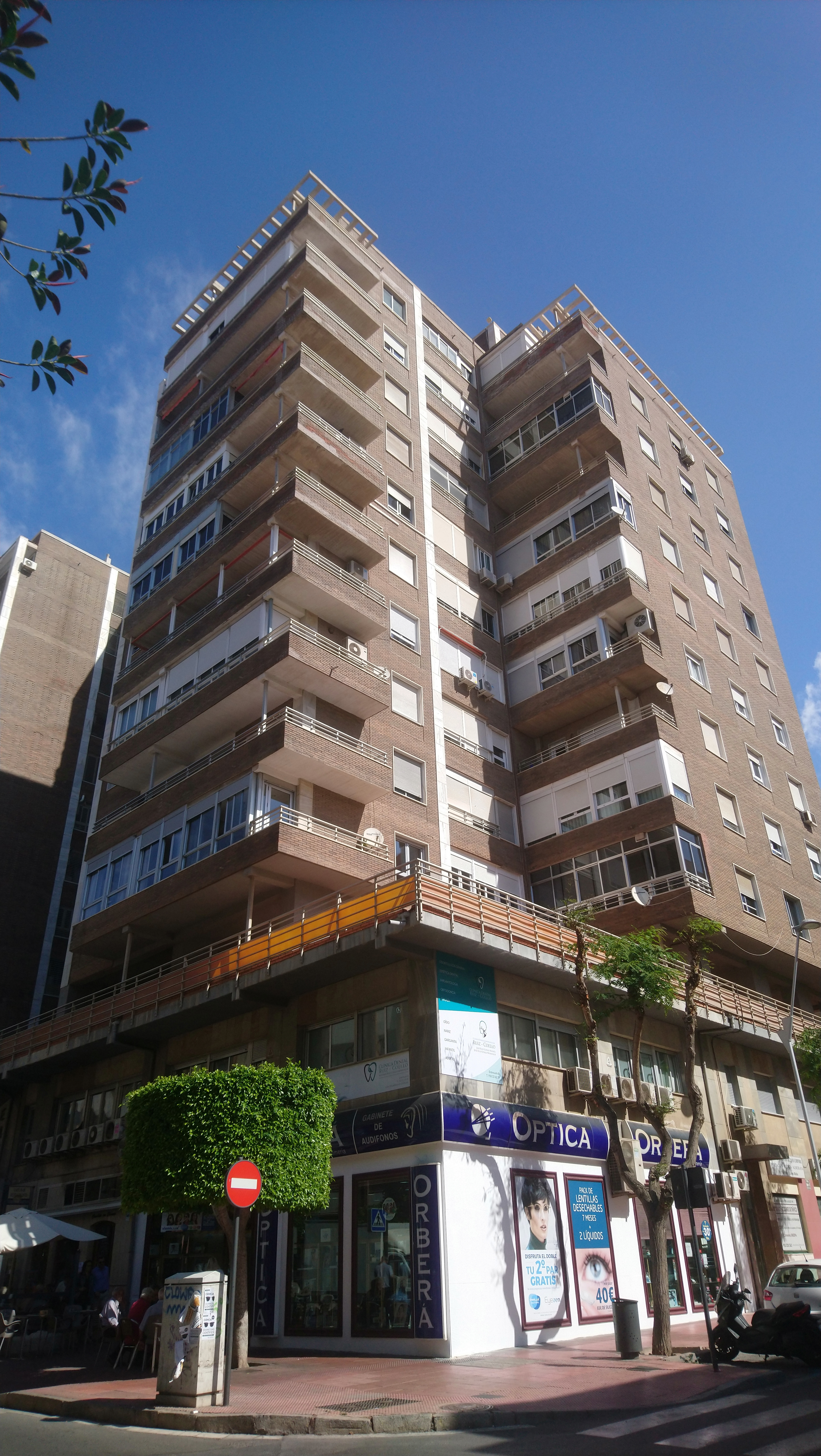
El edificio Torres Bermejas es el más alto de la ciudad.

A partir de 1950 se desarrolló un proyecto tanto de reforma interior como de expansión. Se acometieron nuevas alineaciones de las calles y ensanches en los terrenos situados en las cercanías de Rambla de Belén. A la par, se fueron creando nuevas vías de comunicación en sentido oeste-este (como las calles San Juan Bosco y Gregorio Marañóno o la carrera del Perú). Se comenzó a diseñar lo que hoy es la avenida Cabo de Gata y la actual avenida del Mediterráneo, nuevo eje comercial de la ciudad. Este crecimiento urbanístico se va a caracterizar por el intenso aprovechamiento del suelo, reflejado en el tipo de edificios alzados, dispuestos en gran altura, muy estrechos y dejando un entramado de calles y patios de reducidas dimensiones.
A partir de los años 70, nuevos barrios se fueron desarrollando en torno al centro urbano: La Fuentecica-Quemadero, La Esperanza, La Caridad, Colonia de Los Ángeles, Araceli, Piedras Redondas, Los Almendros, San Luis, Barrio Alto, Oliveros, Tagarete, Quinientas Viviendas, Los Molinos y El Puche, y más recientemente Cortijo Grande y Nueva Almería.

## SigloXXI
En el nuevo siglo, los retos de la ciudad siguen centrándose en el rápido crecimiento urbano (sobre todo en los barrios de La Pipa, La Vega de Acá, El Toyo y Retamar, La Cañada de San Urbano y El Alquián), la necesidad de un buen acondicionamiento de estas nuevas zonas (en instalaciones deportivas, parques y jardines, zonas de esparcimiento y ocio, complejos sanitarios...) y, a la par, en el deseo de integrar la nueva ciudad con el casco antiguo, aún pendiente de un plan de remodelación integral.